# Chapada (Rio Grande do Sul)
Pour les articles homonymes, voir Chapada.
Chapada est une ville brésilienne du Nord-Ouest de l'État du Rio Grande do Sul, faisant partie de la microrégion de Carazinho et située à 323 km au nord-ouest de Porto Alegre, capitale de l'État. Elle se situe à une latitude de 28° 03′ 20″ sud et à une longitude de 53° 04′ 07″ ouest, à une altitude de 436 mètres. Sa population était estimée à 9 440, pour une superficie de 684 km2.

## Villes voisines
- Novo Barreiro
- Barra Funda
- Nova Boa Vista
- Almirante Tamandaré do Sul
- Carazinho
- Santa Bárbara do Sul
- Palmeira das Missões